# Ernst Schacht (Bischof)
Ernst Schacht (* 2. Februar 1953 in Krasnoturjinsk, Sowjetunion; † 1. Juli 2008 in Abbensen (Edemissen)) war ein deutscher evangelisch-lutherischer Bischof.

## Leben
Ernst Schacht war ausgebildeter Elektriker. Daneben diente er als Laienprediger.
Schacht wanderte 1979 aus Kasachstan nach Deutschland aus. Nach einer Predigerausbildung am Theologischen Seminar St. Chrischona Bettingen BS wurde er Geschäftsführer der Kirchlichen Gemeinschaft der Evangelisch-Lutherischen Deutschen aus Russland.
1988 war Schacht in Riga an der Neugründung der Deutschen Evangelisch-Lutherischen Kirche in der Sowjetunion beteiligt, aus der die Evangelisch-Lutherische Kirche in Russland, der Ukraine, in Kasachstan und Mittelasien (ELKRAS) hervorging. 1996 wählte die Synode des Sibirischen Sprengels der ELKRAS (der inzwischen zur Evangelisch-Lutherischen Kirche Ural, Sibirien und Ferner Osten verselbständigt ist) Ernst Schacht zu ihrem Superintendenten. Sein Dienstsitz lag im sibirischen Omsk. Er machte sich besonders um die Errichtung des Kirchenzentrums in Omsk verdient. 1997 erhielt Schacht den Titel Bischof. 1998 gab er das Amt krankheitshalber ab. Danach übernahm er bis zu seiner vorzeitigen Pensionierung eine Pfarrstelle in Vöhrum bei Peine.